# Musaranya del mont Nyiru
La musaranya del mont Nyiru (Crocidura macowi) és una espècie de musaranya endèmica de Kenya.